# Уинчелл, Констанс Мейбл
Констанс Мейбл Уинчелл (2 ноября 1896, Нортгемптон, Массачусетс — 23 мая 1983, Нью-Полц, Алстер, Нью-Йорк) — американский библиограф и библиотековед, редактор «Путеводителя по справочной литературе».

## Биография
Родилась в семье Джозефа Иста Уинчелла (11 апреля 1856 — 24 марта 1904), работавшего в компаниях «Congregational House Book» и «Florence Manufacturing Company», и Инес Ребекки Блисс. Семья вела свою родословную от прибытия в Америку Роберта Уинчелла в начале XVII века. Помимо Констанс, в семье родилось ещё трое братьев — Гарольд, Джозеф и Эдгар.
После смерти мужа Инес сдавала внаём комнаты преподавателям Колледжа Смита, а тётка по отцовской линии, Мейбл Уинчелл, была городским библиотекарем Манчестера, поэтому Констанс с детства приобщилась к миру книг: была заядлым читателем и посещала обе библиотеки в районе своего проживания. В дальнейшем она говорила, что с самого начала стремилась к профессии библиотекаря, не представляя себя никем другим.
В 1914 году окончила частную школу для девочек Кейпен при Колледже Смита в Нортгемптоне, и мать перевезла семью в Анн-Арбор, чтобы дети могли обучаться в Мичиганском университете. В 1914—1918 году Констанс прошла обучением в Колледже литературы, науки и искусств (англ. College of Literature, Science) при университете, получив степень бакалавра искусств. Во время обучения стала членом международного женского братства «Каппа-Альфа-Тета». В 1917 году посещала занятия «летней библиотечной школы», где курс библиотековедения читал директор университетской библиотеки Уильям Уорнер Бишоп. Будучи студенткой, работала над созданием каталога библиотеки университета, а также обслуживала запросы сотрудников научно-технического факультета.
В 1918—1919 годах работала библиотекарем и одновременно преподавателем древней истории в Центральной средней школе в Дулуте в Миннесоте. По рекомендации У. У. Бишопа поступила и в 1918—1920 годах прошла обучение в библиотечной школе при Нью-Йоркской публичной библиотеке (позже объединилась с Библиотечной школой штата Нью-Йорк в Олбани, сформировав Колумбийскую школу библиотечного обслуживания). На продолжение обучения у Уинчелл не хватило денег, и после получения аттестата в 1920 году она около полугода работала во вспомогательном подразделении Службы торгового флота, где отвечала за организацию работы библиотек при маяках восточного побережья США.
Осенью 1920 года Уинчелл вернулась в библиотеку Мичиганского университета на должность сначала редактора в отделе каталогизирования (1920—1921), затем библиотекаря справочного отдела (1922—1923).
В начале 1924 году для получения опыта переехала в Париж, где была принята на должность главного каталогизатора в Американскую библиотеку в Париже, созданную для американских военнослужащих, находившихся в Европе во время Первой мировой войны. Во время нахождения в Европе полюбила путешествовать; помимо Франции, побывала в Великобритании, Бельгии и Нидерландах.
В сентября 1925 года вернулась в США и поступила на работу библиотекарем в справочный отдел библиотеки Колумбийского университета. Отдел возглавляла Айседора Гилберт Мадж — новатор в области межбиблиотечного абонемента, один из авторов проекта Национального сводного каталога Библиотеки Конгресса и главный редактор справочника «Путеводитель по справочной литературе» (обязанность, которая в дальнейшем была возложена и на саму Уинчелл). Первым поручением для Уинчелл со стороны Мадж стало еженедельная рассылка списка разыскиваемых изданий в группу избранных библиотек. В результате этой работы со временем был создан значительный каталог местонахождений библиотек.
В 1928—1930 годах обучалась по магистерской программе в Колумбийской школе библиотечного обслуживания при Колумбийском университете. На соискание степени магистра библиотечного дела ей была представлена работа «The Problem of Locating Books in American Libraries: A Study of Procedures and Sources of Information» (с англ. — «Проблема поиска книг в американских библиотеках. Исследование процедур и источников информации»), написанная под руководством преподававшей в той же школе Мадж и посвященная проблемам межбиблиотечного абонемента. В 1930 году работа была опубликована отдельным изданием.
Библиотека университета назначила Уинчелл ответственной за межбиблиотечный абонемент, а в 1933 году повысила до должности помощника руководителя справочного отдела (заместителя Мадж). На этой должности она приступила к реализации масштабного проекта — каталога периодических изданий.
В 1941 году Мадж вышла на пенсию, и руководителем отдела стала Уинчелл. В 1930-е годы она уже занималась составлением дополнений к пятому и шестому изданиям «Путеводителя по справочной литературе», а с начала 1940-х и по середину 1960-х годов стала его главным редактором и основным составителем. Уинчелл существенно расширила охват справочника, добавив в него несколько тысяч ссылок и аннотаций, в том числе для изданий по психологии, изобразительному искусству и истории. Путеводитель оказал значительное влияние на американских библиотекарей и формируемые ими фонды, фамилия Уинчелл в 1960-е годы стала синонимом «Путеводителя» в целом.
Параллельно в Колумбийской школе библиотечного обслуживания Уинчелл читала курс справочной работы. Она требовала от будущих библиотекарей навыков не только публичных выступлений, но и исследовательской работы, навыков межличностного общения, хорошего физического развития. Настаивала, чтобы её помощники в библиотеке имели высшее образование и диплом в области библиотечного дела, знание иностранных языков, умение читать кириллицу.
Вне работы в Колумбийском университете Уинчелл участвовала в работе Совета Американской библиотечной ассоциации, в период 1951—1962 годов готовила обзоры «Selected Reference Books» для журнала «College & Research Libraries», а также консультировала компанию «H. W. Wilson» по вопросам, связанным с изданием «Readers’ Guide to Periodical Literature» (с англ. — ««Путеводитель читателя периодической литературы»»).
В 1960 году Уинчелл за выдающийся вклад в библиотечное дело получила награду «Isadore Gilbert Mudge Citation», учреждённую Отделом справочных служб Американской библиотечной ассоциации. Помимо этой ассоциации, она была членом Ассоциации колледжей и библиотек и Нью-йоркской библиотечной ассоциации. Включена в список выдающихся библиотекарей справочником «Marquis Who’s Who». В 1999 году включена в список 100 самых влиятельных людей в области библиотечного дела и информатики.
Вышла на пенсию летом 1962 года. Перед выходом взяла отпуск, чтобы совершить длительное турне по Азии. В период 1954—1962 годах также посещала Мексику, Гватемалу, Индию, Афганистан, Гонконг, Индонезию, Корею и Японию. Увлекалась собиранием почтовых открыток. После выхода на пенсию еще пять лет продолжала составлять и редактировать «Путеводитель…» (вплоть до выхода из печати восьмого издания в 1967 году). Участвовала в реализации «Английский в действии» — разговорной программы для иммигрантов-взрослых в Риверсайдской церкви, прихожанкой которой являлась.
Скончалась 23 мая 1984 года в своем доме в Нью-Полце в Нью-Йорке.

## Научная деятельность
Основные научные работы посвящены библиографоведению и библиотековедению. Автор ряда научных работ, а также библиографических путеводителей универсального характера, в первую очередь — «Путеводителя по справочной литературе».

… ее лидерство в сфере справочной работы совпало не только с беспрецедентным расширением фондов на родине, но и с периодом наибольшего влияния американского библиотечного дела за рубежом. Целостность библиографических исследований Уинчелл, распространяемых по всему миру через «Путеводитель» и благодаря влиянию её студентов и стажеров из Колумбийского университета, установила стандарты работы библиотекарей и формируемых ими фондов в то время, когда многие развивающиеся страны обращались к Америке за советом по созданию своей внутренней информационной инфраструктуры. Отчасти из-за социально-политической обстановки, в которой она работала, Уинчелл можно считать одной из самых влиятельных фигур библиотечного дела середины XX века.